# Colony (少年カミカゼの曲)
「Colony」（コロニー）は、ロックバンド・少年カミカゼの4枚目のシングル。

## 解説
3か月連続でのシングルリリース企画「Mission to 3on3」第3弾シングル（イメージカラーは緑）。

## 収録曲
1. Colony
TBS系『ランク王国』4･5月度オープニングテーマ
「宇宙空間と飛翔」をイメージした急激に音階が上下するストリングスが多用されている。PVも夜から朝の宇宙空間が舞台になっており、歌詞も含めて「空を飛びまわるイメージ」が強い。
演奏時間が3分7秒と少年カミカゼの初出シングル表題曲中最短（最も短いのは「MUSIC VIBE.06 〜feat.DJ SHUHO〜」だがセルフカバー曲）。
1stアルバム『Stukizd!!!』、ベストアルバム『BEST』共に収録されている。
2. ニードル 〜needall〜
アルペン SPORTS DEPO CMソング
Aメロの和教の声はフィルターがかかっている。ちなみに本来の「ニードル」のスペルは「needle」であり、「needall」は「need」と「all」の造語である。
3. CRASS-201
4. Colony（Inst.）
5. ニードル 〜needall〜（Inst.）
6. CRASS-201（Inst.）

- クレジット
作詞:KAZZNORI（M1）、SaCo＆KAZZNORI（M2、M3）
作曲:KAZZNORI（M1、M3）、TSUKASA（M2）
編曲:Jazzy-KANAI＆少年カミカゼ（M1〜M6）